# Antropoteísmo

Mosaico con Apolo. Museo del Bardo (Tunicia)..

El antropoteísmo (del griego ανθρωπος, anthropos, "humano" y θεóς theos, dios) es la representación de una divinidad incorpórea bajo la forma y los atributos de los hombres o la creencia en que los dioses son únicamente seres humanos deificados.
Está asociado sobre todo a las creencias clásicas griegas y romanas. Un tipo de antropoteísmo encuentra una expresión actual en la visión del mundo de la iglesia mormona de la progresión eterna. También se encuentran vestigios de antropoteísmo hebreo en la Biblia hebrea. Es un tipo de fisiteísmo. La atribución de cualidades humanas a los seres divinos puede ser llamado antropopatía.
En las religiones antiguas, entre los muchos objetos de culto, se incluían animales y en la teología más tardía y refinada de los griegos y los romanos, eran metamorfosis de los grandes dioses.
Del mismo modo que nos encontramos con formas teriomorfistas, mitad animal, mitad humano en Egipto o Asiria - Babilonia. En contraste con esto, en la mitología olímpica griega se consideraba a los dioses como seres parecidos a los hombres (aunque, entre otras diferencias, estaban libres de la muerte o consumían alimentos especiales). Se les representaba en sus diversas formas con un arte refinado (estatuas, mosaicos, etc.).
La reacción contra el antropoteísmo comenzó, ya de antiguo, en la propia filosofía griega con el espíritu satírico de Jenófanes (540 a. C.). El "dios más grande" no se parece al hombre "ni en la forma ni en su intelecto." En el judaísmo, a menos que hagamos referencia a la polémica de los profetas contra las imágenes, la reacción se debe a la introducción de la ley codificada. Dios parecía más remoto. El antiguo y sagrado nombre de "Yavé" no se pronunciaba nunca, e incluso se evita el de "Dios" mediante alusivos títulos como el "cielo" o "lugar". Sin embargo, en medio de todo esto, el Dios del judaísmo sigue siendo personal, casi un limitado ser. En Filón se ve a judíos escrupulosos uniéndose con otros seguidores de la filosofía griega.
Aunque la disputa con el antropoteísmo popular fue aplacada, y los dioses del Panteón fueron descritos por estoicos y epicúreos en forma humana, sin embargo, la filosofía tendió a conceptos mucho más abstractos sobre la suprema o real deidad. Filón siguió la línea de esta tradición enseñando que dios no podía ser nombrado.
La misma herencia de la filosofía griega aparece en los padres cristianos, especialmente en Orígenes. Nombra y condena a los "antropomorfitas", que atribuyen a Dios un cuerpo humano (en Romanos 1, sub fin.;. Versión latina de Rufino). En la filosofía árabe se busca la reacción para negar que Dios tenga algún atributo. Y, bajo la influencia del aristotelismo islámico, la misma especulación paralizante encuentra camino entre los judíos de España, con Maimónides.